# Abdul Medjid al II-lea
Abdulmejid al II-lea (în turcă otomană عبد المجید الثانی, transliterat: Abd al-Madjeed al-Thâni, în turcă Halife İkinci Abdülmecit Efendi; n. 29 mai 1868, Beşiktaş⁠(d), Imperiul Otoman, Turcia – d. 23 august 1944, Paris, Franța sub ocupație nazistă) a fost ultimul calif al islamului din 1922 până în 1924.